# Austrofestuca eriopoda
Austrofestuca eriopoda là một loài thực vật có hoa trong họ Hòa thảo. Loài này được (Vickery) S.W.L.Jacobs mô tả khoa học đầu tiên năm 1990.